# Pierre-Nicolas Chantreau
Pierre-Nicolas Chantreau   (París, 1741 - Auch, 25 d'octubre de 1808) anomenat també don Chantreau, fou un historiador, periodista, gramàtic, lexicògraf i agent secret francès.

## Biografia
Cap al 1762, amb vint-i-un anys, va marxar a Espanya per ser professor de francès a la Reial Escola d'Àvila. Allí va publicar una gramàtica francesa per a l'ús dels hispanoparlants, que li va valer l'ingrés a la Reial Acadèmia Espanyola i el títol de Don Chantreau.
De tornada a França el 1782, es va adherir a les idees revolucionàries i esdevingué funcionari de la secció de biblioteques del Comitè d'Instrucció Pública. Amb l'objectiu d'annexionar Catalunya a la recent proclamada República Francesa, o almenys convertir el Principat en un estat satèl·lit de França, l'any 1792 va rebre l'encàrrec de dirigir una xarxa d'espionatge i agitació a Barcelona. Emprant la seva activitat acadèmica com a tapadora, aquesta xarxa d'agents treballà per conèixer les disposicions dels catalans davant la Revolució Francesa i preparar el clima polític adient per l'esclat d'una eventual revolució.
El 1794 va proposar al directori departamental del Gers la creació d'una revista pedagògica, Les Documents de la raison, feuille antifanatique, després va escriure el Courrier du département du Gers. El 1796 va ser professor d'història a l'Escola Central d'Auch, després a l'Escola Militar, aleshores amb seu a Fontainebleau, el 1803.
Mentre que les seves taules i cronologies històriques van caure ràpidament en l'oblit, el seu lèxic de les paraules de la Revolució va inspirar Louis-Sébastien Mercier a escriure una Neologia o Vocabulari de paraules noves, i la seva Gramàtica francesa, de la qual es van succeir diverses edicions fins al 1926, va ser una fita en la història de l'ensenyament de llengües a Espanya.